# Cú muỗi mỏ quặp Philippine
Cú muỗi mỏ quặp Philippine (Batrachostomus septimus) là một loài chim trong họ Podargidae. Chúng là loài chim ăn đêm được tìm thấy trên khắp quần đảo Philippines. Nó phổ biến trong các khu rừng đất thấp. Nó ăn châu chấu, ve sầu, dế và bọ cánh cứng.
Loài này có khối lượng 80- 100 gram, chiều dài cánh 15–16 cm, chiều dài đuôi 11–12 cm